# Camisia biurus
Camisia biurus är en kvalsterart som först beskrevs av Koch 1839.  Camisia biurus ingår i släktet Camisia och familjen Camisiidae.

## Underarter
Arten delas in i följande underarter:
- C. b. biurus
- C. b. amicus